# Vernouillet, Eure-et-Loir

Vernouillet este o comună în departamentul Eure-et-Loir, Franța. În 1 ianuarie 2022 avea o populație de 12.491 de locuitori.